# Илия Гаджев
Илия Тодоров Гаджев е български общественик и революционер, деец на Вътрешната македонска революционна организация.

## Биография
Илия Гаджев е роден на 2 февруари 1902 година в неврокопското село Лещен, тогава в Османската империя, днес в България. Завършва гимназия в Неврокоп, след което учителства. Присъединява се към Македонската младежка организация, а по-късно и към ВМРО. През 1927 година е избран за секретар на неврокопския околийския комитет на ВМРО, а след Деветнадесетомайския преврат от 1934 година е арестуван и интерниран в Ловеч. Освободен е през пролетта на 1935 година. Заловен е след Деветосептемврийския преврат от 1944 година и е убит заедно с други македонски дейци в местността Лушин до Добринища на 6 октомври 1944 година.
Негови синове са общественикът Иван Гаджев и оперният певец Здравко Гаджев.
На 30 ноември 2022 година посмъртно е обявен за почетен гражданин на Гоце Делчев за „неговата събирателска, изследователска и творческа дейност, и за патриотичното му дело, довело до създаване на Института по история на българската емиграция в Северна Америка „Илия Тодоров Гаджев“ в град Гоце Делчев, съхраняващ неоценимо българско наследство и огромен архив от ценни материали“.